# マルチン (スロバキア)
マルティン （スロバキア語：Martin [ˈmartin]  発音、1950年までの市名はTurčiansky Svätý Martin [ˈturtʂɪɐnski sʋɛɐtiː ˈmartin]、ハンガリー語：Turócszentmárton、ドイツ語Turz-Sankt Martin、ラテン語：Sanctus Martinus / Martinopolis）は、スロバキア北部ジリナ県の都市。ヴァーフ川流域にあり、マラー・ファトラ山地の麓にある。ジリナ市が近い。

## 歴史
最初にマルティンに関する記述がされたのは1264年のものとされる文献で、当時の地名はZenthmartonであった。定住地が王立の町となったのは1340年である。
乱世の15世紀に、町が焼かれた1433年のフス派の攻撃を例とする、多くの災難にマルティンは見舞われた。ちょうど10年後、地震で再び町は破壊された。レヴァイ家の直接的な影響下で、マルティンは徐々に王家の町から自由市へと前進していった。18世紀からマルティンはトゥリエチ地方の中心となった。
町は19世紀に第一のスロバキア文化中心地となった。いくつもの文化団体がこの地に設立された。大部分の政治活動が19世紀から20世紀初頭のスロバキア民族解放運動へと導き、それらはマルティンから組織されたものだった。この時に町は産業化された。最初の印刷物は1869年に刊行され、家具工場Tatra nábytokは1890年に創業された。
1918年にブラチスラヴァがスロバキアの首都となると、マルティンの重要性は低下した。今日、スロバキア国立図書館と公共の文化科学機関マチカ・スロヴェンスカーはマルティンに本拠をおく。
スロバキア共和国国民議会は、1994年8月24日、スロバキアの国民文化中心地であるマルティンで、厳かに布告した。

## 地理
マルティンは標高395メートル地点にあり、面積は67.74平方キロメートルである 。スロバキア北部トゥリエチ盆地にあり、ヴァーフ川が流れる。小ファトラ山地、大ファトラ山地、さらに南方にはツィアル山地とクレムニツァ山脈がある。最も近い主要都市は30キロ北西のジリナ、60キロ南東のバンスカー・ビストリツァ、230キロ南西の首都ブラチスラヴァである。
マルティンは10の区に分かれている。: Jahodníky, Ľadoveň, Stred, Sever, Košúty, Podháj, Stráne, Priekopa, Tomčany 、 Záturčie.

### 気候
マルティンは温帯に属し、四季の区別のはっきりした大陸性気候である。夏は暑く、冬は寒くて雪がちである。年間平均気温は7℃、年間平均降水量は750ミリから860ミリである。降雨の大半が6月から7月初旬にかけて集中する。年60日から80日積雪が残る。

## 統計
2001年の調査では、人口の94.9％がスロバキア人、1.6％がチェコ人、0.5％がロマ人、0.2％がハンガリー人である。信仰は、44.1％がカトリック教会、31.2％が無宗教、17.2％がルーテル教会に属する。

## 見どころ

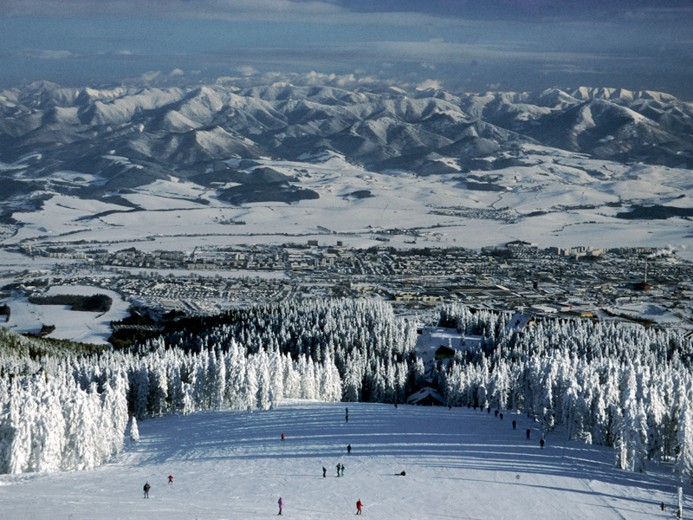
Martin (east view)

最古の建物は、13世紀に建てられた、トゥールのマルティヌスに献堂したロマネスク様式の教会である。スロバキア国立博物館は民族学収集品を収める。郊外の野外博物館ヤホドニーツケ・ハーイェは、伝統的な民族建築、トゥリエチ地方の民俗伝承を展示している。スロバキア国立墓地は、パリにあるパンテオンに触発されて建てられた名士合祀殿である。
マルティンはマラー・ファトラ山地とヴェルカー・ファトラ山地に囲まれ、冬は良質のスキー場、夏はハイキングが楽しめる。

## 教育
ブラチスラヴァに本部を置くコメンスキー大学（コメニウス大学）の薬学部がある。

## 交通
マルティンはブラチスラヴァからコシツェへ向かう主要道に近く、同様に主要鉄道へも近い。ジリナ、トゥルツィアンスケ・チェプリツェ、ルジョムベロクへ直行できる。公共交通機関はマルチンだけでなく、郊外のヴルートキの町やビストリツカ、リポヴェツ、トゥルツィアンスケ・クラツァニの村へも伸びている。

## 友好都市
- ゴータ, ドイツ
- ホーヘフェーン, オランダ
- カルヴィナー, チェコ
- イチーン, チェコ
- カリシュ, ポーランド
- バチキ・ペトロヴァツ（英語版）, セルビア

## 参照
1. 1 2  “Municipal Statistics”.   Statistical Office of the Slovak republic. 2008年1月22日閲覧。